# Гильчевский, Константин Лукич
Константин Лукич Гильчевский (5 марта 1857 — после 1927) — русский генерал-лейтенант, участник русско-турецкой войны 1877—1878 гг. и первой мировой войны.

## Биография
Сын солдата сверхсрочной службы. Образование получил в Александропольском уездном училище. В службу вступил 11 марта 1872 года вольноопределяющимся.
Участник русско-турецкой войны 1877-78. За отличие при взятии Карса произведен в прапорщики (25.04.1878).
Выдержал офицерский экзамен при Тифлисском пехотном юнкерском училище. Подпоручик (15 мая 1882). Служил в Инженерном управлении действующего корпуса на Кавказско-Турецкой границе и Кавказском полевом инженерном парке. Поручик (5 апреля 1887). В 1890 году окончил Николаевскую академию Генштаба по 1-му разряду. Штабс-Капитан (13 мая 1890). Состоял при Кавказском военном округе. И.д. старшего адъютанта штаба 1-й Кавказской казачьей дивизии (22 сентября — 26 ноября 1890). Старший адъютант штаба 2-й Кавказской казачьей дивизии (26 ноября 1890 - 23 октября 1893). Капитан (5 апреля 1892). Обер-офицер для поручений при штабе Кавказского ВО (23 октября 1893 — 9 октября 1896). С 14 июня 1896 года заведующий мобилизационным отделом штаба Кавказского ВО. Подполковник (6 декабря 1896). Штаб-офицер для поручений при штабе Кавказского ВО (9 октября 1896 — 10 апреля 1899). Старший адъютант штаба Кавказского ВО (10 апреля 1899 — 28 ноября 1900). Цензовое командование батальоном отбывал в 16-м гренадерском Мингрельском полку (5 мая — 18 сентября 1900). Штаб-офицер при управлении 63-й пехотной резервной бригады (28 ноября 1900 — 1 июня 1904). Полковник (1900). Был прикомандирован к кавалерии (16 июля - 6 августа 1903). Командир 270-го пехотного Купянского полка (1 июня 1904 — 14 июня 1905).

## Революция 1905—1907 годов в России
Командир 16-го гренадерского Мингрельского полка (14 июня 1905 — 19 марта 1908). В 1905 году во время первой русской революции отказался выступать в карательную экспедицию в Кутаисскую губернию. Это сильно затормозило его дальнейшее продвижение по службе. Генерал-майор (1908). Командир 2-й бригады 21-й пехотной дивизии (19 марта — 3 сентября 1908). Командир 1-й бригады 39-й пехотной дивизии (3 сентября 1908 — 3 апреля 1913). Командир 1-й бригады Кавказской гренадерской дивизии (с 3 апреля 1913).

## Первая мировая война
С началом Первой мировой войны, 19 июля 1914 года назначен командующим 83-й пехотной дивизией, которая вошла в состав 31-го армейского корпуса. Отчислен от командования дивизией за погром устроенный её частями в польском городе Улянув:
Его дивизия действовала в боях весьма успешно, но при занятии австрийского города Уланува, в котором казаки начали погром, продолжила этот погром и сожгла город начисто. Этот прискорбный эпизод обусловил отчисление автора от командования дивизией. В штаб корпуса явился уже заместитель Гильчевского, блестящий редактор «Русского инвалида», генерал Беляев. Но в этот момент на 83-ю дивизию была возложена отчаянная задача – произвести демонстративную переправу через Вислу, чтобы облегчить серьёзное её форсирование севернее, в районе Ивангорода. Беляев решил воздержаться от приема дивизии на время этой неприятной задачи. Я помню, как в ставке были удивлены, когда получили телеграмму о том, что 83-я дивизия без понтонов, без тяжелой артиллерии, переправилась через Вислу, сбила австрийцев и удержалась на противоположном берегу.

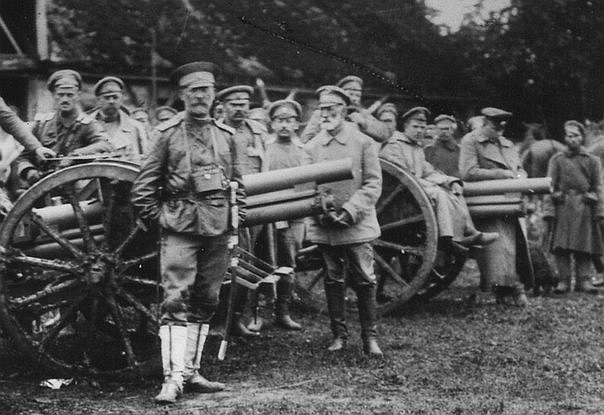
Летом 1916 года в ходе знаменитого Брусиловского прорыва дивизия генерала Гильчевского (на переднем плане в светлых сапогах) захватила огромные трофеи

9 ноября 1914 переведён в резерв чинов при штабе Киевского военного округа. С 25 марта 1915 года — начальник 1-й дивизии государственного ополчения. 3 июля 1915 назначен командующим 101-й пехотной дивизией (32-й армейский корпус). Награждён Георгиевским оружием (15 мая 1916). Отличился в Битве за Берестечко, при взятии Дубно и Перемиля, в боях под Бродами. За бои 22 мая — 4 июня 1916 года в ходе наступления Юго-Западного фронта, где под его блестящим руководством дивизией было захвачено в плен около 15 тысяч человек, был награждён орденом Св. Георгия 4-й степени (21 октября 1916). Генерал-лейтенант (12 июля 1916). После Февральской революции, когда освободилось большое число высших должностей, 6 апреля 1917 принял командование 11-м армейским корпусом, которое однако сдал генерал-лейтенанту Алексею Евгеньевичу Гутору всего через несколько дней.
После развала фронта вернулся в Тифлис к семье. После советизации Грузии в 1921-22 служил в РККА.

## Семья
Был женат, имел дочь.

## Память
В романе С.Н. Сергеева-Ценского «Горячее лето» генерал-лейтенант Гильчевский  является одним из главных положительных героев.

## Сочинения
- Гильчевский К. Л. Боевые действия второочередных дивизий в мировую войну. М.; Л.: Государственное издательство отдел военной литературы, 1928

## Награды
- Орден Святого Станислава 3-й степени (1895)
- Орден Святой Анны 3-й степени (1898)
- Орден Святого Владимира 4-й степени с бантом за 25 лет службы (1904)
- Орден Святого Станислава 2-й степени (1905)
- Орден Святого Владимира 3-й степени (1911)
- Орден Святого Станислава 1-й степени с мечами (1915)
- Орден Святого Георгия 4-й степени (1916)
- Георгиевское оружие (1916)